# Triboelektricitet

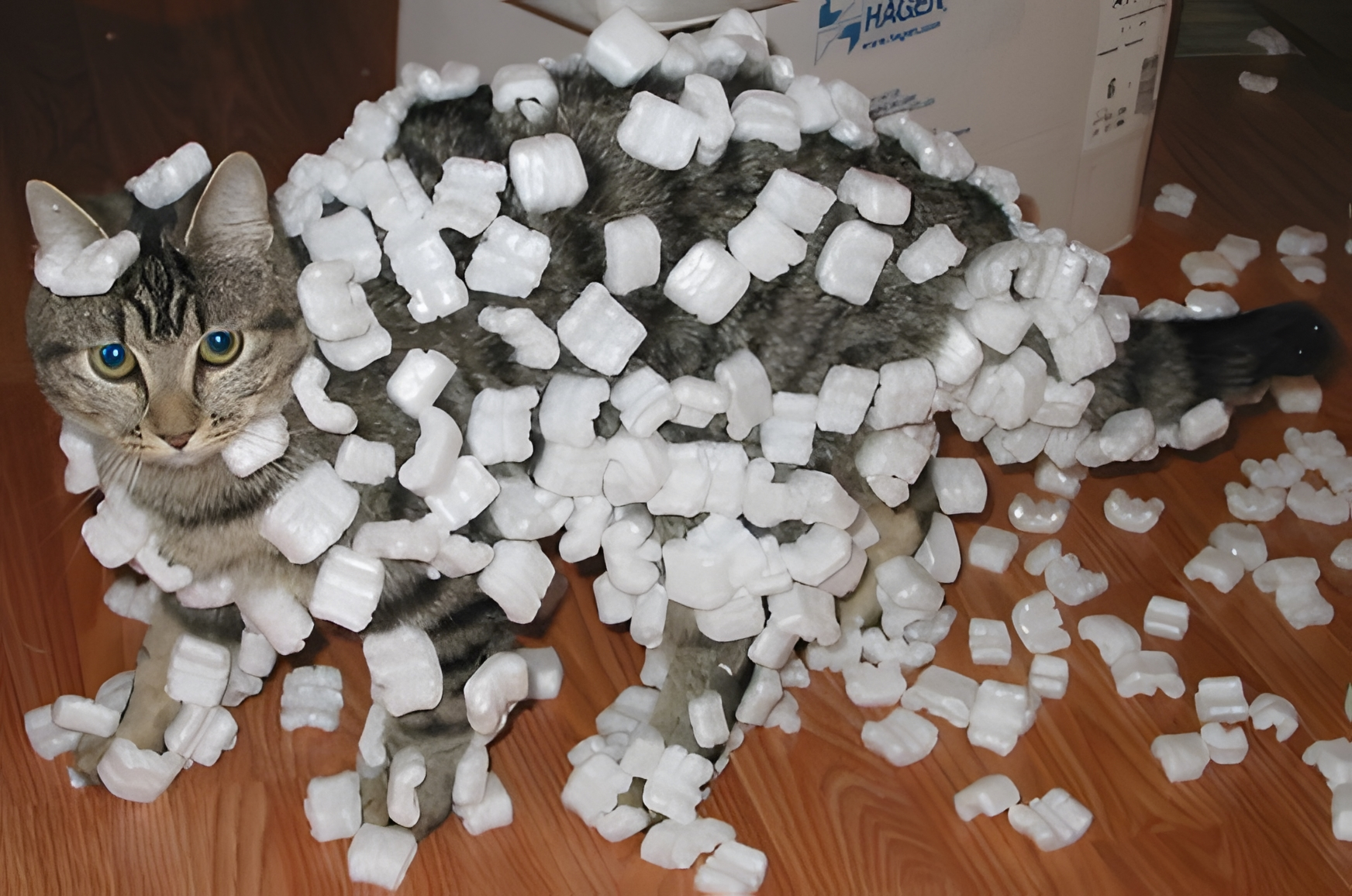
Förpackningschips häftar sig fast vid en katts päls på grund av statisk elektricitet.

Triboelektrisk effekt uppstår när material gnids mot varandra och elektroner hoppar mellan anliggningsytorna. Är dessa av olika material, kommer den ena ytan att få överskott av elektroner, medan den andra får underskott. Det leder till en  elektrostatisk uppladdning av ytorna. Är ytresistiviteten tillräckligt hög eller om ytorna är skilda från jord, kommer överskottet respektive underskottet av den elektriska laddningen att bestå. Detta fenomen har traditionellt illustrerats med kattskinn och ebonitstav. 
Beroende på var i den triboelektriska serien som de två materialen ligger, kommer de att få positiv eller negativ laddning. Det är i första hand utträdesenergin för elektronerna i det yttersta elektronskalet som avgör var i den triboelektriska serien som materialet hamnar. Andra egenskaper som påverkar utträdesenergin är aggregationstillstånd och ytans krökning. Således kan två partiklar av samma material erhålla olika laddning om de är av olika storlek. Detta är troligen en av anledningarna till att åskväder bildas. Där utbyter iskristaller, stora och små vattendroppar elektroner med varandra, när dessa gnids mot varandra.